# Nadžaf
Nadžaf (arabsko نجف, An Najaf) je mesto v Iraku, približno 160 km južno od Bagdada. Leta 2013 je imel približno 1.000.000 prebivalcev in bil upravno središče Nadžafskega governorata. Je tretje najsvetejše mesto šiitskega islama, duhovno središče šiitskega sveta in središče šiitske politične moči v Iraku. V mestu je mošeja kalifa Alija, katero vsako leto obišče več milijonov romarjev.

## Verski pomen
Nadžaf je sveto mesto tako šiitskih kot sunitskih muslimanov. V njem je grob Alīja ibn Abī Tāliba, prvega imama šiitov, bolj znanega kot imam Ali. Ali je bil sorodnik in zet islamskega preroka Mohameda, katerega imajo šiitski muslimani za edinega pravičnega kalifa. Suniti imajo Alija za četrtega rašiduna (pravično vodenega kalifa). Mesto je zaradi Alijevega groba pomembno romarsko središče, kamor romajo šiiti s celega sveta. Ocenjuje se, da več romarjev obišče samo Meko in Medino. Šiiti imajo mošejo imama Alija za tretje najsvetejše islamsko mesto.
Mošeja imama Alija je velika zgradba s pozlačeno kupolo in mnogo dragocenimi predmeti na stenah. V bližini je pokopališče Wadi-us-Salaam, ki je največje na svetu. Na njem je pokopanih več prerokov in mnogo gorečih vernikov s celega sveta, ki bi na Sodni dan radi vstali od mrtvih skupaj z imamom Alijem. Okoli svetišča so bili v več stoletjih zgrajeni številni hospici, šole, knjižnice in samostani sufistov, ki so naredili iz mesta središče šiitskega poučevanja in teologije.
Nadžafska medresa je eno od najpomembnejših izobraževalnih središč islamskega sveta. V njej je od leta 1964 do 1978 poučeval ajatola. V 1070. letih je v Nadžafu študiralo veliko vodilnih osebnosti Novega islamskega gibanja iz Iraka, Irana in Libanona.
Nadžaf, poleg Karbale, velja za cvetočo romarsko destinacijo za šiitske muslimane in romarska industrija v mestu se je razmahnila po koncu vladavine Sadama Huseina. Vendar pa je zaradi ameriških sankcij proti Iranu število iranskih romarjev močno upadlo.

## Zgodovina
Nadžaf stoji 30 km južno od starodavnega Babilona in 400 km severno od biblijskega mesta Ur. Ustanovil ga je abasidski kalif Harun Ar Rašid leta 731 kot svetišče imama Alija Ibn Abi Taliba.

### Predislamsko obdobje
Zgodovina mesta se je v resnici začela že mnogo pred tem. Naseljeno je bilo najmanj od začetka našega štetja, saj so arheologi v njegovi bližini odkrili eno od največjih krščanskih pokopališč. V naslednjih stoletjih je v njem živelo multikulturno prebivalstvo.

### Islamsko obdobje
Muslimani verjamejo, da se je mesto začelo z Alijem, ki je naročil, da mora njegov grob ostati skrivnost, ker se je zaradi številnih sovražnikov bal, da bodo onečastili njegovo truplo. Po izročilu so mrtvega Alija naložili na kamelo in jo pognali iz Kufe. Kamela se je ustavila nekaj kilometrov zahodno od mesta in tam so ga na skrivaj pokopali. Na grob niso postavilo nobenega obeležja in zanj je vedelo samo nekaj njegovi zaupnikov.
Več kot sto let kasneje naj bi abasidski kalif Harun Al Rašid odšel na lov na jelena v okolico Kufe. Jelen se je zatekel na mesto, kjer ga lovski psi niso preganjali. Na vprašanje, kako je to mogoče, so mu domačini odgovorili, da je tam Alijev grob. Harun Al Rašid je na tem mestu zgradil mavzolej, okoli katerega je zrasel Nadžaf.
V obdobju Osmanskega cesarstva je Nadžaf trpel zaradi stalnih vdorov arabskih puščavskih plemen in perzijske vojske in pomanjkanja vode zaradi nezanesljivega vodnega vira. Na začetku 16. stoletja se je število naseljenih hiš s 3.000 zmanjšalo na samo 30.
Ko je skozi mesto leta 1605 potoval portugalski svetovni potnik Pedro Taxiera, je bilo mesto v ruševinah in imelo samo nekaj več kot 500 prebivalcev. Takšno stanje je povzročil predvsem premik toka Evfrata proti vzhodu. Nadžaf in Kufa sta ostala brez vode in nekoč bogata polja, sadovnjaki in palmovi nasadi so zaradi salinizacije zemlje zaradi izparevanja talne vode propadli.
V 18. stoletju so v duhovnem življenju Nadžafa prevladovali perzijsko govoreči uleme iz Irana.
V poznem 18. stoletju so mesto oblegali vahabiti, zato so mestni kleriki zgradili obzidje in podzemna zatočišča za ženske in otroke. Utrdbe so se spešno upirale obleganjem vahabitov.
Pomanjkanje vode je bilo rešeno leta 1803, ko je Evfrat zaradi izgradnje kanalov ponovno spremenil svoj tok. Sprememba toka je povzročila spremembe tudi na verskem področju. Šiitski islam se je utrdil in začel širiti, v Nadžaf pa so se začeli vračati ugledni in učeni možje.
V uporu leta 1915 je iraško prebivalstvo strmoglavilo osmansko oblast in Irak je prišel pod oblast Britanskega imperija. Nadžafski šejki so se leta 1918 uprli in ubili britanskega guvernerja in presekali dobave žita v Anazo, ki je bila britanska zaveznica. Britanci so se jim maščevali in Nadžaf odrezali od vira pitne vode, s čimer se je upor končal. Veliko šiitskih ulem je bilo izgnanih v Iran, kjer so za šiitsko središče izbrali mesto Kom. Nadžaf je s tem izgubil verski primat, ki ga je ponovno dobil šele po letu 2003 z ustanovitvijo večinske šiitske iraške vlade.

## Podnebje
Nadžaf ima puščavsko podnebje, ki je Köppenovi klimatski klasifikaciji označeno z BWh. Povprečna letna temperatura je 23,6 °C. Povprečna letna količina padavin je 97 mm.
| Podnebni podatki za An Najaf    | Podnebni podatki za An Najaf | Podnebni podatki za An Najaf | Podnebni podatki za An Najaf | Podnebni podatki za An Najaf | Podnebni podatki za An Najaf | Podnebni podatki za An Najaf | Podnebni podatki za An Najaf | Podnebni podatki za An Najaf | Podnebni podatki za An Najaf | Podnebni podatki za An Najaf | Podnebni podatki za An Najaf | Podnebni podatki za An Najaf | Podnebni podatki za An Najaf |
| Mesec                           | Jan                          | Feb                          | Mar                          | Apr                          | Maj                          | Jun                          | Jul                          | Avg                          | Sep                          | Okt                          | Nov                          | Dec                          | Letno                        |
| ------------------------------- | ---------------------------- | ---------------------------- | ---------------------------- | ---------------------------- | ---------------------------- | ---------------------------- | ---------------------------- | ---------------------------- | ---------------------------- | ---------------------------- | ---------------------------- | ---------------------------- | ---------------------------- |
| Povprečna visoka temperatura °C | 14                           | 18                           | 23                           | 30                           | 36                           | 41                           | 42                           | 42                           | 39                           | 33                           | 23                           | 17                           | 30                           |
| Povprečna nizka temperatura °C  | 7                            | 9                            | 13                           | 19                           | 23                           | 28                           | 29                           | 29                           | 27                           | 21                           | 13                           | 8                            | 19                           |
| Rekordno nizka temperatura °C   | −7.2                         | −4.5                         | 2.2                          | 7.0                          | 13.0                         | 17.8                         | 19.4                         | 22.2                         | 18.3                         | 7.0                          | 0.2                          | −2.5                         | −7.2                         |
| Povprečna količina padavin cm   | 2.5                          | 1.3                          | 1.3                          | 1.3                          | 0.51                         | 0                            | 0                            | 0                            | 0                            | 0.51                         | 1.0                          | 1.0                          | 6.9                          |
| Vir 1: Weatherbase              |                              |                              |                              |                              |                              |                              |                              |                              |                              |                              |                              |                              |                              |
| Vir 2:                          |                              |                              |                              |                              |                              |                              |                              |                              |                              |                              |                              |                              |                              |

## Vadi-us-Salaam
Vadi-us-Salaam (arabsko وادي السلام, latinizirano: Wādī s-Salām, arabska izgovorjava: [ˈwaːdi‿s.saˈlaːm], dob. »'Dolina miru'«) je islamsko pokopališče v svetem mestu Nadžaf. Je največje pokopališče na svetu. Pokopališče pokriva 601,16 ha in vsebuje več kot 6 milijonov grobov. Prav tako vsako leto privabi milijone romarjev.
Pokopališče je v bližini svetišča Alija ibn Abi Taliba. Tako mnogi šiiti v Iraku zahtevajo, da jih pokopljejo na tem pokopališču. Zaradi izboljšanih načinov prevoza so šiiti z vsega sveta pokopani (ali želijo biti) na pokopališču. Da bi bil pokopan na pokopališču, pa mora biti pokopan v eni od skupnih grobnic na pokopališču.

## Najaf v drugih kulturah
Iransko mesto Nadžafabad je poimenoval šah Abas I. Veliki v čast Nadžafa. Po legendi je hotel šah Abas poslati darilo z nakitom in kovanci v svetišče Imama Alija, a ko je karavana z darilom potovala proti Nadžafu, se je ustavila na območju, imenovanem Dahan, blizu Isfahana v Iranu, in se ni hotela premakniti. Po tem je šejk Baha al-Din, ugledni učenjak, ki je bil blizu šahu, povedal šahu Abasu, da se mu je v sanjah manifestiral sam imam Ali in ukazal, naj uporabi darilo za razvoj območja, kjer se je ustavila karavana. Šah se je strinjal in tako se je mesto razvilo in postalo znano kot Nadžaf Abad. Ime v perzijščini dobesedno pomeni 'mesto Nadžaf'.